# Ladislav Sitko
Ladislav Sitko (* 10. dubna 1952 Ostrava) je český ekonom a manažer, od roku 2010 zastupitel města Rychvald v okrese Karviná (v letech 2010 až 2014 také místostarosta města), člen TOP 09.

## Život
Po absolvování základní školy nejdříve studoval na SPŠ strojní v Ostravě-Vítkovicích a po maturitě vystudoval Fakultu strojní Vysoké školy báňské v Ostravě (promoval v roce 1976 a získal titul Ing.).
Po absolvování základní vojenské služby nastoupil v roce 1977 do Železáren a drátoven Bohumín, kde 35 let pracoval na různých manažerských postech, počínaje technologem a konče finančním ředitelem akciové společnosti Bonatrans Group. V průběhu zaměstnání absolvoval rovněž postgraduální studium na Hutnické fakultě VŠB v Ostravě v oboru ekonomika řízení hutnictví a manažerský vzdělávací program na soukromé vysoké škole European Business School Praha.
Angažuje se rovněž i v oblasti zdravotnictví. Od založení Hutnické zaměstnanecké pojišťovny byl po dobu 16 let předsedou její Správní rady, nadále pak ještě vykonává funkci předsedy Správní rady Nadačního fondu prevence zdraví při České průmyslové zdravotní pojišťovně.
Ladislav Sitko je ženatý, s manželkou mají dvě dcery. Žije ve městě Rychvald v okrese Karviná.

## Politická kariéra
V komunálních volbách v roce 2010 byl zvolen jako nestraník za TOP 09 zastupitelem města Rychvald, a to z pozice lídra kandidátky. V letech 2010 až 2014 zastával pozici místostarosty města. V průběhu volebního období se stal členem TOP 09 a ve volbách v roce 2014 mandát zastupitele města obhájil, opět z pozice lídra kandidátky. Od roku 2014 do roku 2018 působil jako radní města a od roku 2014 do roku 2022 působil jako předseda Finančního výboru.
V krajských volbách v roce 2016 kandidoval za TOP 09 do Zastupitelstva Moravskoslezského kraje, ale neuspěl. Ve volbách do Poslanecké sněmovny PČR v roce 2017 kandidoval za stranu v Moravskoslezském kraji, ale také neuspěl.
Ve volbách do Senátu PČR v roce 2018 kandidoval za TOP 09 v obvodu č. 74 – Karviná. Se ziskem 2,50 % hlasů skončil na posledním 8. místě.